# Norm Coleman
Norman Bertram «Norm» Coleman, Jr. (17 de agosto de 1949) fue Senador de los Estados Unidos por Minnesota desde 2003 hasta 2008, en los congresos números 108, 109, 110. Fue alcalde de Saint Paul, Minnesota desde 1994 hasta 2002. Perteneció al Partido Democratic-Farmer-Labor (DFL) y se cambió al Partido Republicano de Minnesota en 1996. En 1998 perdió una posible candidatura a Gobernador de Minnesota contra el profesional de la lucha libre Jesse Ventura, un miembro del Partido Reformista de Minnesota, y el candidato del DFL Hubert H. "Skip" Humphrey III.
Coleman fue miembro de cuatro comités del Senado, incluyendo el Comité de Relaciones Exteriores, el Comité de Agricultura, Nutrición y Forestación, y el Comité sobre la Pequeña y Mediana Empresa. Fue también miembro principal del Subcomité Permanente de Investigaciones. En 2004, Coleman hizo campaña para ser presidente del Comité Nacional Republicano de Senadores (NRSC), pero fue derrotado por la senadora por Carolina del Norte Elizabeth Dole en una votación 28-27.
En 2008, Coleman de nuevo buscó la victoria en las elecciones. Inicialmente parecía que había ganado, pero el candidato rival, Al Franken, protestó los resultados de la votación de noviembre. En junio de 2009, tras algunos recuentos de votos y varios casos legales que llegaron hasta la Corte Suprema de Minnesota, Coleman concedió la elección a favor de su adversario.
- Datos: Q706661
- Multimedia: Norman Coleman / Q706661